# كوري بيترز
كوري بيترز (بالإنجليزية: Corey Peters)‏ هو لاعب كرة قدم أمريكية أمريكي، ولد في 8 يونيو 1988 في بيتسبرغ في الولايات المتحدة.

## وصلات خارجية
- كوري بيترز على موقع مرجع كرة القدم المحترفة.كوم (الإنجليزية)